# Udea swezeyi
Udea swezeyi is een vlinder uit de familie van de grasmotten (Crambidae), uit de onderfamilie van de Spilomelinae. De wetenschappelijke naam van deze soort is voor het eerst voorgesteld als Protaulacistis swezeyi door Elwood Curtin Zimmerman in een publicatie uit 1951.
De soort komt voor in Hawaï.